# 约翰尼·埃雷拉
约翰尼·埃雷拉（西班牙語：Johnny Herrera，1981年5月9日—），智利男子足球运动员，司职守门员。他曾入选2000年夏季奥林匹克运动会智利男子足球队名单，但并未上场参赛。